# 槟城韩江中学
檳城韓江中學 (英語：Han Chiang High School；馬來語：Sekolah Menengah Han Chiang) 是馬來西亞檳城喬治市一所由華社出資創辦的華文獨立中學，創辦於1950年7月15日。韓江中學曾三度獲得由馬來西亞教育部頒發的五星级卓越学校奖 (2009年、2012年及2015年)。